# Тасадай-манубе
Тасадай-манубе або просто Тасадай — невелика етнічна група, що живе на філіппінському острові Мінданао. Її відносять до народу манобо, мова тасадай на 85 % збігається з мовою котабато манобо. З племенем тасадай пов'язаний великий науковий скандал в етнографії, коли тасадай намагалися видати за реліктове первісне плем'я.

## Відкриття
В 1971—1972 роках у різних країнах (у тому числі і в СРСР, у журналі «Навколо світу») були опубліковані статті про виявлення на острові Мінданао в печері в джунглях маленької групи людей з 26 осіб, які нічого не знають про навколишній світ, живуть збиранням, поїданням крабів і жаб, на іншу дичину полювати не вміють, користуються кам'яними сокирами, єдиним їх одягом є стегнові пов'язки з листя. Їх описували як найбільш відсталих людей на Землі. При цьому вони жили в кількох кілометрах від села хліборобів.
Повідомлялося, що тасадай живуть в умовах первісного комунізму і взаємодопомоги, не знаючи агресії та конфліктів: «Вони навчилися жити в гармонії та злагоді не тільки з природою, але й між собою. Між людьми племені тасадай взагалі не буває конфліктів — в усякому разі, в нашому розумінні слова. Наскільки ми змогли встановити, у них навіть не існує слова, що позначає „війну“ або „боротьбу“. Один з них сказав нам, що, до тих пір поки Дафал не навчив їх ставити пастки, найбільша тварина, на яку вони полювали, була жаба. До диких свиней та оленів вони ставилися майже як до друзів... Якщо у одного з людей в племені немає їжі — інші теж не їдять. Коли ми дали їм боло, кожен чоловік узяв собі по кулі. Залишилася зайва куля, але ніхто не захотів її брати». Антропологів, які їх зустріли, тасадай прийняли за Дивату — добре створіння, яке повинно було якось зійти з неба.
Вчених, які вперше зустрілися з тасадай, привів до них Мануель Елісальде, багатий філіппінський політик. Він привозив на вертольоті поспостерігати за тасадай журналістів, політиків, кінематографістів, кінозірок. У 1972 році 182 км² території навколо місця проживання тасадай були проголошені зоною, що охороняється. До цього моменту тасадай вивчили 11 антропологів, але жоден з них не провів з ними більше 6 тижнів. Після того, як Елісальде припинив зовнішні контакти з тасадай, президент Філіппін Фердинанд Маркос в 1976 році навіть пригрозив арештом будь-якому вченому, який наважиться відвідати тасадай без відома Елісальде.

## Скандал і наслідки

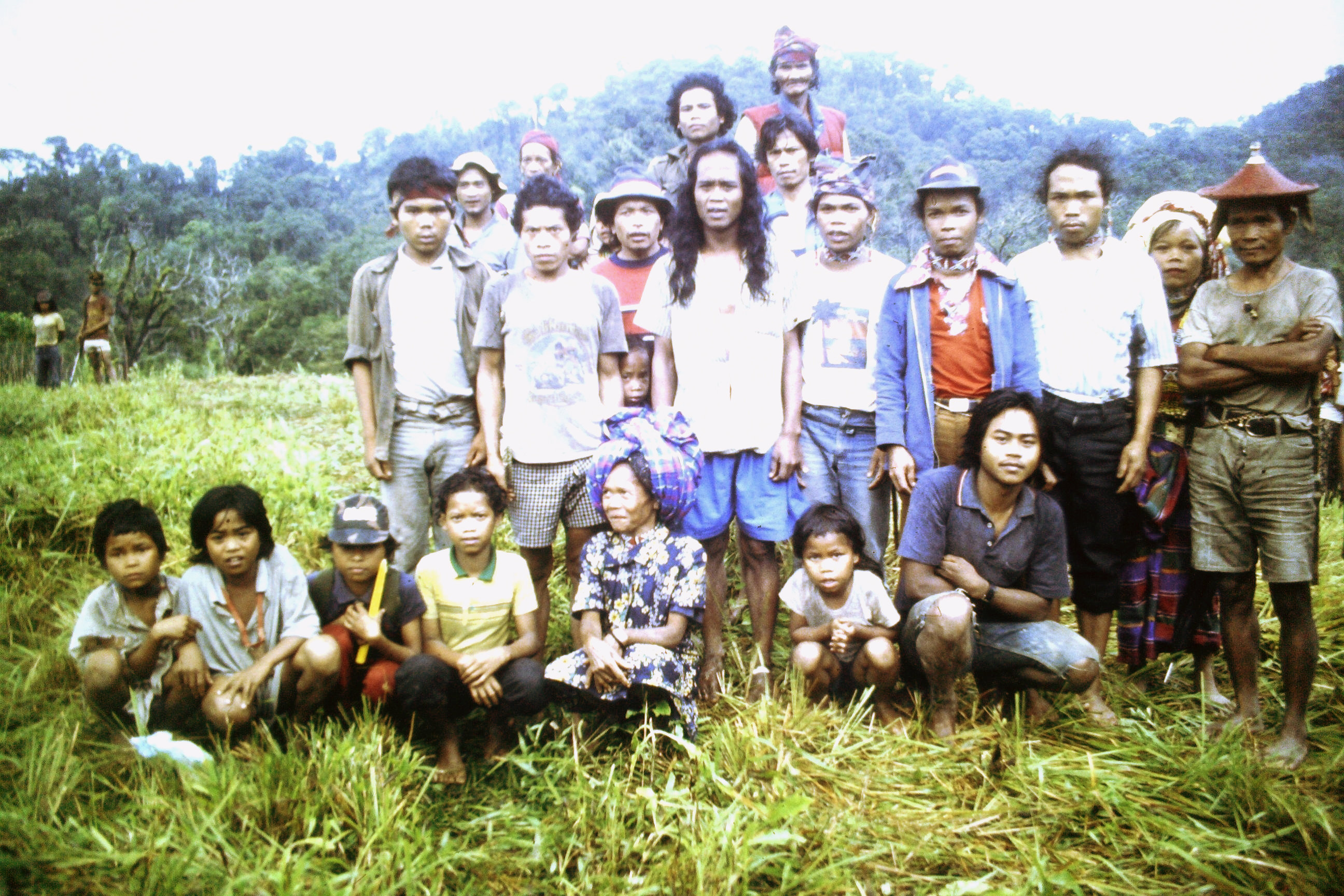
Фотографія жителів племені

В 1986 році, коли Маркос був повалений, швейцарський антрополог Освальд Ітен разом з філіппінським журналістом Джої Лозано і дату (вождем) племені тболі Галангом Тикавом (виконував функції перекладача, незважаючи на незнання мови тасадай) відвідали тасадай, не повідомляючи нікого. В печері вони нікого не знайшли, зате побачили, що тасадай живуть в хатинах, носять футболки та джинси. З'ясувалося, що вони займаються полюванням і обмінюють дичину на продукти праці хліборобів.
Через чотири місяці після візиту Ітена, у випуску «Плем'я, якого не було» передачі «20/20» каналу ABC двоє молодих представників племені розповіли (через перекладача Галанга), що не є членами племені тасадай, а жителями сусідніх сіл, яких Елісальде змусив жити в печері, переконав не носити одяг, платив їм гроші за це і обіцяв видати додаткову плату за умови, якщо вони виглядатимуть геть злидарями. Кам'яні сокири також виявилися підробленими.
Ще через два роки канал BBC під час зйомок документального фільму показав цю передачу членам племені тасадай, включаючи двох, інтерв'юйованих ABC. Останні визнали, що тоді збрехали, бо говорили на камеру те, що від них зажадав Галанг, який обіцяв дати їм сигарети, одяг і все, що вони захочуть.
Лінгвіст Лоуренс Рід, дослідник з Гавайського університету, провівши 10 місяців з тасадай і найближчими до них лінгвістичними групами, прийшов до висновку, що тасадай, хоч і не є настільки ізольованими, але дійсно не знають сільського господарства і спілкуються на унікальному діалекті, отже, не є повною містифікацією. Скептики ще в пору сенсаційних повідомлень 1971—1972 років про відкриття тасадай вказували на можливість, що тасадай, будучи не «реліктом» первісного суспільства, а племенем, що регресувало в особливо важких умовах, мали спорадичні контакти з сусідніми, більш технологічно розвиненими, групами людей.
У 1983 році, після вбивства опозиційного лідера Бенігно Акіно, Елісальде втік у Коста-Рику, забравши 35 млн доларів, зібраних для допомоги тасадай, з благодійного фонду очолюваної ним урядової організації захисту корінних народів ПАНАМІН. У 1988 році Елісальде повернувся на Філіппіни, в 1993 році був призначений послом в Мексику і помер від лейкемії в 1997 році.